# Aidaqiao Shuiku
Aidaqiao Shuiku (kinesiska: 艾大桥水库) är en reservoar i Kina. Den ligger i provinsen Sichuan, i den sydvästra delen av landet, omkring 230 kilometer sydost om provinshuvudstaden Chengdu. Omgivningarna runt Aidaqiao Shuiku är en mosaik av jordbruksmark och naturlig växtlighet.
Genomsnittlig årsnederbörd är 1 465 millimeter. Den regnigaste månaden är juni, med i genomsnitt 315 mm nederbörd, och den torraste är december, med 20 mm nederbörd.